# Aleksiew-Gletscher
Der Aleksiew-Gletscher (bulgarisch Алексиев ледник Aleksiew lednik) ist ein 10,5 km langer und 3 km breiter Gletscher an der Nordenskjöld-Küste des Grahamlands auf der Antarktischen Halbinsel. Von den südöstlichen Hängen des Detroit-Plateau fließt er nördlich des Kladorub-Gletschers und südlich des Gletschers, der den Arrol-Eisfall beinhaltet, in ostsüdöstlicher Richtung zur Desislava Cove.
Britische Wissenschaftler kartierten ihn 1978. Die bulgarische Kommission für Antarktische Geographische Namen benannte ihn 2013 nach dem bulgarischen Künstler und Schriftsteller Rajko Aleksiew (1893–1944).